# Ramphotrigon
Ramphotrigon és un gènere d'ocells de la família dels tirànids (Tyrannidae). Agrupa espècies natives de l'Amèrica tropical (Neotròpic), les àrees de distribució de les quals es troben a l'oest de Mèxic i des del nord-oest de Veneçuela fins al nord-est de l'Argentina.

## Descripció
Les espècies d'aquest gènere són tirànids inconspicus, habitants de l'interior de les selves humides, principalment a l'Amazònia, a excepció de la darrera espècie incorporada al gènere, Ramphotrigon flammulatum, que habita en boscos secs i semisecs. Mesuren entre 13 i 16 cm de longitud i malgrat els becs bastant amples, no estan properament emparentats amb els becplaners com Tolmomyias o Rhynchocyclus. Tenen franges a les ales força marcades. Construeixen el niu en forats o cavitats d'arbres, ben diferent dels altres becplaners.

## Taxonomia
Fins a l'any 2020, l'espècie Ramphotrigon flammulatum era col·locada en el gènere monotípic Deltarhynchus, que diversos autors argumentaven ser proper a Ramphotrigon. Aquest argument va ser suportat per estudis geneticomoleculars publicats el 2008 i el 2020 que van demostrar que l'espècie estava embotida amb altres espècies del present gènere, fent-ho parafilètic respecte a Deltarhynchus. Amb base als resultats genètics, aquesta espècie va ser transferida al gènere Ramphotrigon, mitjançant la Proposta 2021-C-2 al Comitè de Classificació de Nord i Mesoamèrica (N&MACC). El Manual del Ocells del Món (HBW) i Birdlife International (BLI) en base a diferències morfològiques i de vocalització no han adoptat aquest canvi.
Els amplis estudis geneticomoleculars realitzats per Tello et al. (2009) van descobrir una quantitat de relacions noves dins de la família Tyrannidae que encara no estan reflectides en la majoria de les classificacions. Seguint aquests estudis, Ohlson et al. (2013) van proposar dividir Tyrannidae en cinc famílies. Segons l'ordenament proposat, Rampothrigon roman a Tyrannidae, en una subfamília Tyranninae (Vigors, 1825) al costat de Legatus, Attila i les tribus Myiarchini (Hellmayr, 1927) i Tyrannini (Vigors, 1825).
Ramphotrigon és una combinació de les paraules gregues «rhamphos», que significa “bec” i «trigonōn», que significa “triangle”.
Segons la Classificació del Congrés Ornitològic Internacional (versió 15.1, 2025) aquest gènere està format per quatre espècies:
- Ramphotrigon megacephalum - tirà cabut de Swainson.
- Ramphotrigon flammulatum - tirà crestat flamulat.
- Ramphotrigon ruficauda - tirà cabut cua-roig.
- Ramphotrigon fuscicauda - tirà cabut cuafosc.